# Gabriela Andersen-Schiess
Gabriela «Gaby» Andersen-Schiess (geborene Schiess; * 20. Mai 1945 in Zürich) ist eine ehemalige Schweizer Mittel- und Langstreckenläuferin.

## Werdegang
Gabriela Schiess studierte bis 1974 Geschichte und Kunstgeschichte an der Universität Zürich und Sport an der ETH Zürich. Auf der anschliessenden Ferienreise durch die USA wurde ihr ein Job als Skilehrerin im Skigebiet von Flagstaff, Arizona, angeboten. Dort lernte sie ihren Ehemann Dick Andersen kennen, der auch als Skilehrer tätig war. Durch die Heirat erhielt sie die doppelte Staatsbürgerschaft. Gemeinsam zogen sie 1977 nach Sun Valley, Idaho. 
In der Leichtathletik feierte Andersen-Schiess mehrere Erfolge: 1972 gewann sie die Schweizer Meisterschaft im 3000-Meter-Lauf. 1973 wurde sie Vizemeisterin über 1500 und 3000 Meter sowie im Crosslauf. Im selben Jahr stellte sie in Bräunlingen eine Schweizer Bestleistung im Marathonlauf auf, einer für Frauen damals noch jungen Disziplin. 1977 und 1978 verbesserte sie die Bestzeit bei den Marathons in Seattle.
Nach einer Pause begann sie 1982 wieder mit dem Marathonlaufen. Sie gewann 1983 den Twin Cities Marathon (Minneapolis–Saint Paul) und am 4. Dezember den California International Marathon (Sacramento), wo sie in 2:33,25 h einen neuen Schweizer Rekord aufstellte. Im selben Jahr war sie auch schon im 10-km-Lauf in 33:29 min Schweizer Rekord gelaufen, und 1984 verbesserte sie die Schweizer Bestzeit im Halbmarathon auf 1:15,29 h.

### Olympische Sommerspiele 1984
1984 wurde bei den Olympischen Spielen in Los Angeles erstmals der Frauenmarathon in das Programm aufgenommen. Die 39-jährige Andersen-Schiess war bis dahin 20 Marathons gelaufen und startete als einzige Schweizerin.
Bei Kilometer 36 lag sie noch an 20. Stelle, verpasste dann aber die letzte Getränkestation. Sie erreichte dehydriert das Stadion und torkelte entkräftet auf der letzten Runde. Für die 500 Meter im Coliseum, die die Siegerin Joan Benoit in eineinhalb Minuten gelaufen war, benötigte sie fast sieben Minuten, lehnte aber jede ärztliche Hilfe ab. Sie überquerte dann als 37. die Ziellinie und brach zusammen; bei der folgenden Versorgung wurde eine Körpertemperatur von 41,2 Grad Celsius festgestellt.
Später gab es Diskussionen darüber, ob die Kampfrichter und Ärzte verpflichtet gewesen wären, Andersen-Schiess aus dem Rennen zu nehmen. Sie erholte sich jedoch relativ schnell und gab schon zwölf Stunden später Interviews. Ihr Zieleinlauf löste ein grosses Medienecho aus. Die Läuferin empfand es als unangenehm, mehr im Mittelpunkt zu stehen als die Medaillengewinnerinnen. Nach den Olympischen Spielen erschien in Japan eine Biografie von ihr. Im selben Jahr bestritt sie den New-York-City-Marathon, bei dem sie vorsichtig lief, damit sich das Geschehene nicht wiederholte.
Gaby Andersen-Schiess lebt weiterhin in Sun Valley in den Rocky Mountains. Wie ihr Mann arbeitete sie bis zur Pensionierung in einem Hotel, unter anderem als Floristin, und im Winter als Skilehrerin. Ausserdem trat sie bei Läufen in verschiedenen Alterskategorien an. Seitdem bei ihr eine Knieprothese eingesetzt wurde, verzichtet sie auf den Laufsport, treibt aber weiter Sport, unter anderem Mountainbike, Skilanglauf und Snowboard. Andersen-Schiess besucht regelmässig Angehörige in der Schweiz.